# Leichtathletik-Länderkampf der Männer 1937 Deutschland – Belgien
| 7. Leichtathletik-Länderkampf mit deutscher Beteiligung 1937 | 7. Leichtathletik-Länderkampf mit deutscher Beteiligung 1937 |
| ------------------------------------------------------------ | ------------------------------------------------------------ |
|                                                              |                                                              |
| Ländervergleich der Männer: Deutschland – Belgien            |                                                              |
| Austragungsort                                               | Wuppertal                                                    |
| Wettbewerbe                                                  | 17                                                           |
| Datum                                                        | 21./22. August 1937                                          |
| 1. GER 2. BEL                                                | 112 Punkte 074 Punkte                                        |
| Chronik                                                      |                                                              |
| ← POL-GER (M)                                                | GER-NLD (F) →                                                |

Auch der siebte Vergleich des Länderkampfjahrs 1937 fand am 21. und 22. August statt. Hier trafen sich Deutschlands Männer zum ersten Mal mit den Sportlern aus Belgien. Austragungsort war die deutsche Stadt Wuppertal. Parallel fanden fünf weitere deutsche Länderkämpfe an anderen Orten mit anderen Nationen an diesem Wochenende statt.

## Wettbewerbe und Modus
In dieser Veranstaltung standen mit dem 10.000-Meter-Lauf, dem 400-Meter-Hürdenlauf zwei zusätzliche Disziplinen gegenüber den meist üblichen Wettbewerben auf dem Programm. In den Einzeldisziplinen kam das später übliche Wertungssystem zur Anwendung: Pl. 1: 5 P, Pl. 2: 3 P, …, Pl. 4: 1 P. Die Punktevergabe in den Staffeln wich dagegen von diesem System ab. Hier wurde gewertet wie folgt: Pl. 1: 7 P, Pl. 2: 3 P.

## Resultat
Die deutschen Sportler traten nicht in Bestbesetzung an. Da sechs Länderkämpfe an verschiedenen Orten gleichzeitig stattfanden, musste Deutschland seine stärksten Athleten auf die verschiedenen Ereignisse verteilen, sodass die Mannschaften vor allem mit Athleten aus der zweiten Reihe besetzt waren. In den beiden Mittelstrecken über 800 und 1500 Meter, im 10.000-Meter-Lauf sowie den beiden Sprungdisziplinen Hoch- und Weitsprung lagen die belgischen Athleten vorn. Alle anderen zwölf Wettbewerbe gingen an die deutschen Sportler. Die Gesamtabrechnung entschied damit Deutschland mit 112 zu 74 Punkten klar für sich.

## Legende
Kurze Übersicht zur Bedeutung der Symbolik – so üblicherweise auch in sonstigen Veröffentlichungen verwendet:
| NMH   | keine Höhe (No Mark)  |
| ogV   | ohne gültigen Versuch |
| k. A. | keine Angabe          |

## Resultate

### 100 m
| Platz | Athlet          | Land | Zeit (s) |
| ----- | --------------- | ---- | -------- |
| 1     | Theo Vogelsang  | GER  | 10,6     |
| 2     | Heinz Konze     | GER  | 10,7     |
| 3     | Dauby           | BEL  | 11,0     |
| 4     | Dieudonné Guthy | BEL  | 11,4     |

Datum: 21. August

### 200 m
| Platz | Athlet          | Land | Zeit (s) |
| ----- | --------------- | ---- | -------- |
| 1     | Heinz Konze     | GER  | 22,0     |
| 2     | Josef Volmert   | GER  | 22,8     |
| 3     | Dauby           | BEL  | 23,2     |
| 4     | Félix Thelismar | BEL  | 25,0     |

Datum: 22. August

### 400 m
| Platz | Athlet         | Land | Zeit (s) |
| ----- | -------------- | ---- | -------- |
| 1     | Ferdi Kisters  | GER  | 49,7     |
| 2     | Heinz Mosterts | GER  | 50,2     |
| 3     | Pierre Smet    | BEL  | 50,4     |
| 4     | Jan Verhaert   | BEL  | 63,0     |

Datum: 22. August

### 800 m
| Platz | Athlet           | Land | Zeit (min) |
| ----- | ---------------- | ---- | ---------- |
| 1     | Joseph Mostert   | BEL  | 1:59,5     |
| 2     | Heinz Schumacher | GER  | 2:00,2     |
| 3     | Heinz Begowic    | GER  | 2:01,5     |
| 4     | René Geeraert    | BEL  | 2:11,6     |

Datum: 21. August

### 1500 m
| Platz | Athlet            | Land | Zeit (min) |
| ----- | ----------------- | ---- | ---------- |
| 1     | Joseph Mostert    | BEL  | 4:03,2     |
| 2     | Herbert Stieglitz | GER  | 4:04,2     |
| 3     | Karl Hess         | GER  | 4:05,4     |
| 4     | Ward Schroeven    | BEL  | 4:08,4     |

Datum: 22. August

### 5000 m
| Platz | Athlet         | Land | Zeit (min) |
| ----- | -------------- | ---- | ---------- |
| 1     | Hans Raff      | GER  | 15:02,4    |
| 2     | Jan Chapelle   | BEL  | 15:08,0    |
| 3     | Bert Hermans   | BEL  | 15:40,8    |
| 4     | Herbert Sacher | GER  | 15:52,4    |

Datum: 22. August

### 10.000 m
| Platz | Athlet           | Land | Zeit (min) |
| ----- | ---------------- | ---- | ---------- |
| 1     | Jan Chapelle     | BEL  | 31:56,8    |
| 2     | Albert Donfut    | BEL  | 32:08,6    |
| 3     | Ernst Osthoff    | GER  | 32:20,8    |
| 4     | Walter Schönrock | GER  | 33:03,6    |

Datum: 21. August

### 110 m Hürden
| Platz | Athlet        | Land | Zeit (s) |
| ----- | ------------- | ---- | -------- |
| 1     | Karl Kumpmann | GER  | 14,9     |
| 2     | Willi Kürten  | GER  | 15,7     |
| 3     | Émile Binet   | BEL  | 15,8     |
| 4     | Louis Mulkens | BEL  | k. A.    |

Datum: 21. August

### 400 m Hürden
| Platz | Athlet            | Land | Zeit (s) |
| ----- | ----------------- | ---- | -------- |
| 1     | Fritz Nottbrock   | GER  | 55,1     |
| 2     | Jules Bosmans     | BEL  | 55,2     |
| 3     | Henri Regemeutter | BEL  | 61,0     |
| 4     | Willi Kürten      | GER  | 61,4     |

Datum: 22. August

### 4 × 100 m Staffel
| Platz | Besetzung       | Land                                                           | Zeit (s) |
| ----- | --------------- | -------------------------------------------------------------- | -------- |
| 1     | Deutsches Reich | Heinz-Wilhelm Salland Theo Vogelsang Wolfgang Vent Heinz Konze | 42,9     |
| 2     | Belgien         | Dieudonné Guthy Dauby Félix Thelismar Ludo Keirsmakers         | 43,5     |

Datum: 21. August

### 4 × 400 m Staffel
| Platz | Besetzung       | Land                                                           | Zeit (min) |
| ----- | --------------- | -------------------------------------------------------------- | ---------- |
| 1     | Deutsches Reich | Fritz Nottbrock Eugen Dielefeld Heinz Mosterts Ferdi Kisters   | 3:24,8     |
| 2     | Belgien         | Pierre Smet Constant Van den Broeck Jan Verhaert René Geeraert | 3:35,0     |

Datum: 22. August

### Hochsprung
| Platz | Athlet             | Land | Höhe (m)       |
| ----- | ------------------ | ---- | -------------- |
| 1     | Adhémar Delcoigne  | BEL  | 1,70           |
| 1     | Heinz Hellerfort   | GER  | 1,70           |
| 3     | Émile Binet        | BEL  | 1,65           |
| NMH   | Erich Stechemesser | GER  | ogV – 0 Punkte |

Datum: 22. August

### Stabhochsprung
| Platz | Athlet                 | Land | Höhe (m) |
| ----- | ---------------------- | ---- | -------- |
| 1     | Hans Born              | GER  | 3,60     |
| 2     | Erich Stechemesser     | GER  | 3,40     |
| 3     | Louis Mulkens          | BEL  | 3,30     |
| 4     | François Van Audenrode | BEL  | 3,10     |

Datum: 21. August

### Weitsprung
| Platz | Athlet         | Land | Weite (m) |
| ----- | -------------- | ---- | --------- |
| 1     | Émile Binet    | BEL  | 6,76      |
| 2     | Kurt Augustin  | GER  | 6,70      |
| 3     | René De Vilder | BEL  | 6,61      |
| 4     | Hans Voelmke   | GER  | 6,41      |

Datum: 22. August

### Kugelstoßen
| Platz | Athlet           | Land | Weite (m) |
| ----- | ---------------- | ---- | --------- |
| 1     | Theo Werring     | GER  | 14,59     |
| 2     | Eduard Bartels   | GER  | 14,30     |
| 3     | René Vandevoorde | BEL  | 13,26     |
| 4     | Auguste Vos      | BEL  | 12,70     |

Datum: 22. August

### Diskuswurf
| Platz | Athlet           | Land | Weite (m) |
| ----- | ---------------- | ---- | --------- |
| 1     | Adolf Buschey    | GER  | 45,24     |
| 2     | Hans Frochte     | GER  | 44,80     |
| 3     | Auguste Vos      | BEL  | 41,70     |
| 4     | René Vandevoorde | BEL  | 39,57     |

Datum: 21. August

### Speerwurf
| Platz | Athlet              | Land | Weite (m) |
| ----- | ------------------- | ---- | --------- |
| 1     | Heinz Schmidt       | GER  | 58,52     |
| 2     | Arthur Fontaine     | GER  | 49,82     |
| 3     | Heinz-Horst Hißbach | BEL  | 48,41     |
| 4     | Jules Herremans     | BEL  | 44,19     |

Datum: 22. August

## Weblink
- Siege an allen sieben Fronten, Berichte zu am 21./22. August parallel stattfindenden sechs Männerländerkämpfen und einem Frauenvergleich. In: Ostdeutsche Morgenpost 23. August 1937 (PDF; 1532 KB), S. 3, sbc.org.pl, abgerufen am 28. Mai 2024